# Большой сад семьи Ши
Большой сад семьи Ши (Tianjīn Shí Jiā Dà Yuàn, 天津石家大院) расположен в Янлюцине, район Сицин, который является бывшей резиденцией богатого купца Ши Юаньши — 4-го сына Ши Ваньчэна, одного из восьми великих мастеров Тяньцзинь. Основанный в 1875 году, сад занимает площадь более 6000 квадратных метров, включая большие и малые дворы и более 200 народных домов, а также театр и более 275 комнат, которые служили квартирами для подчиненных и прислуги этой могущественной семьи. Устройство сада сочетает в себе элегантность императорского двора и изысканность южных ландшафтов. Сад семейства Ши в октябре 2003 года был расширен на 1200 квадратных метров. сочетает в себе элегантность императорского ландшафта и изысканность южного сада. В настоящее время двор семьи Ши занимает около 10 000 квадратных метров, и его называют первым по значимости особняком Северного Китая. Сейчас он является музеем народных ремесел и обычаев в Янлюцине, в котором собрана большая коллекция произведений народного искусства, таких как новогодние картины Янлюцина, произведения кирпичной скульптуры.
Предок Ши происходил из уезда Дунъэ провинции Шаньдун и занимался водными перевозками зерна. По мере того, как богатство постепенно накапливалось, семья Ши переехала в Янлюцин, купила большие участки земли и обустроила свою резиденцию. Ши Юаньши происходил из четвёртого поколения семьи, который был успешным бизнесменом и хорошим хозяйственником, поэтому резиденция семьи была увеличена в несколько раз, пока не приобрела нынешние масштабы. Считается, что это первый особняк на западе Тяньцзиня.
Резиденция симметрична по оси, образованной центральным проходом, на котором есть четыре арочных проема. На восточной стороне двора стоят традиционные одноэтажные дома с рядами комнат по четырём сторонам Эти дома когда-то были жилой зоной семьи Ши. Комнаты на северной стороне были рабочими кабинетами бухгалтеров. На западе расположены основные постройки, включая семейный зал для поклонения Будде, театр и южную приемную. По обеим сторонам резиденции расположены боковые дворовые комнаты для прислуги и прислуги.
Сегодня особняк Ши, расположенный в поселке Янлюцин к западу от центра Тяньцзиня, представляет собой на удивление хорошо сохранившийся памятник дореволюционного торгового (купечества) Китая. Двор Ши — излюбленная съемочная площадка для многих популярных исторических драм Китая. Во многих номерах сохранилась старинная мебель, картины и каллиграфия. Впечатляет обширный ландшафтный сад.
Часть комплекса была превращена в музей Янлюцин, в котором представлены экспонаты, посвященные символическим аспектам строительства усадеб, местного народного искусства и обычаев, а также традиционной мебели и ремесел прошлого.